# Club Voleibol Barcelona 2015-2016 (femminile)
Questa voce raccoglie le informazioni riguardanti il Club Voleibol Barcelona nelle competizioni ufficiali della stagione 2015-2016.

## Organigramma societario
Area direttiva
- Presidente: Georgina Tomás
- Vicepresidente: César Blanco

Area organizzativa
- Tesoriere: Ginés Nuñez

Area tecnica
- Allenatore: Xavier Perales
- Allenatore in seconda: Lluis Enric Molada
- Assistente allenatore: Adrián Fiorenza
- Scout man: José Beneyto

## Rosa
| N° | Nome                 | Ruolo | Data di nascita  | Nazionalità sportiva |
| -- | -------------------- | ----- | ---------------- | -------------------- |
| 2  | Nerea Sánchez        | S/O   | 2 giugno 1987    | Spagna               |
| 3  | Clara Carbonell      | S     | 18 luglio 1996   | Spagna               |
| 4  | María Antonia Gomila | L     | 20 dicembre 1996 | Spagna               |
| 7  | Camila Maldonado     | C     | 5 marzo 1994     | Argentina            |
| 8  | Anna Muller          | S     | 13 aprile 1995   | Spagna               |
| 9  | Mireia Carmona       | P     | 17 dicembre 1990 | Spagna               |
| 10 | Laura Carmona        | L     | 12 maggio 1988   | Spagna               |
| 12 | Sofía Muller         | S     | 23 aprile 1992   | Spagna               |
| 14 | Mayra Vasquez        | P     | 1º aprile 1992   | Venezuela            |
| 16 | Mireia Orozco        | S     | 9 giugno 1993    | Spagna               |
| 17 | Micaela Mamone       | C     | 24 luglio 1996   | Spagna               |
| 18 | Eleonora Guzzi       | C     | 16 giugno 1994   | Italia               |